# Kerk van Bedekaspel
De kerk van Bedekaspel is een kerkgebouw in het Duitse dorp Bedekaspel, gelegen in de gemeente Südbrookmerland in de deelstaat Nedersaksen. Aan de zuidoost- en zuidzijde van het kerkgebouw bevindt zich het kerkhof. De kerk ligt op een kerkheuvel.

## Geschiedenis
In 1728 werd het huidige kerkgebouw gebouwd.

## Opbouw
Het gebouw is een georiënteerd zaalkerkje met een lage vierkante westtoren. De toren heeft drie geledingen en wordt gedekt door een tentdak. In de oostgevel is nog de aansluiting te zien van een hoger dak en in de zuidgevel bevindt zich de toegang tot het kerkgebouw. Het schip heeft vier traveeën zonder steunberen en met in iedere travee een rondboogvenster. In de oostgevel bevinden zich twee rondboogvensters. In de muren van het schip en de toren bevinden zich diverse muurankers. Het schip wordt gedekt door een zadeldak.